# Malva eriocalyx
Malva eriocalyx är en malvaväxtart som först beskrevs av Ernst Gottlieb von Steudel, och fick sitt nu gällande namn av Julián Julià Molero och J.M.Monts.. Malva eriocalyx ingår i Malvasläktet som ingår i familjen malvaväxter. Inga underarter finns listade i Catalogue of Life.

## Bildgalleri

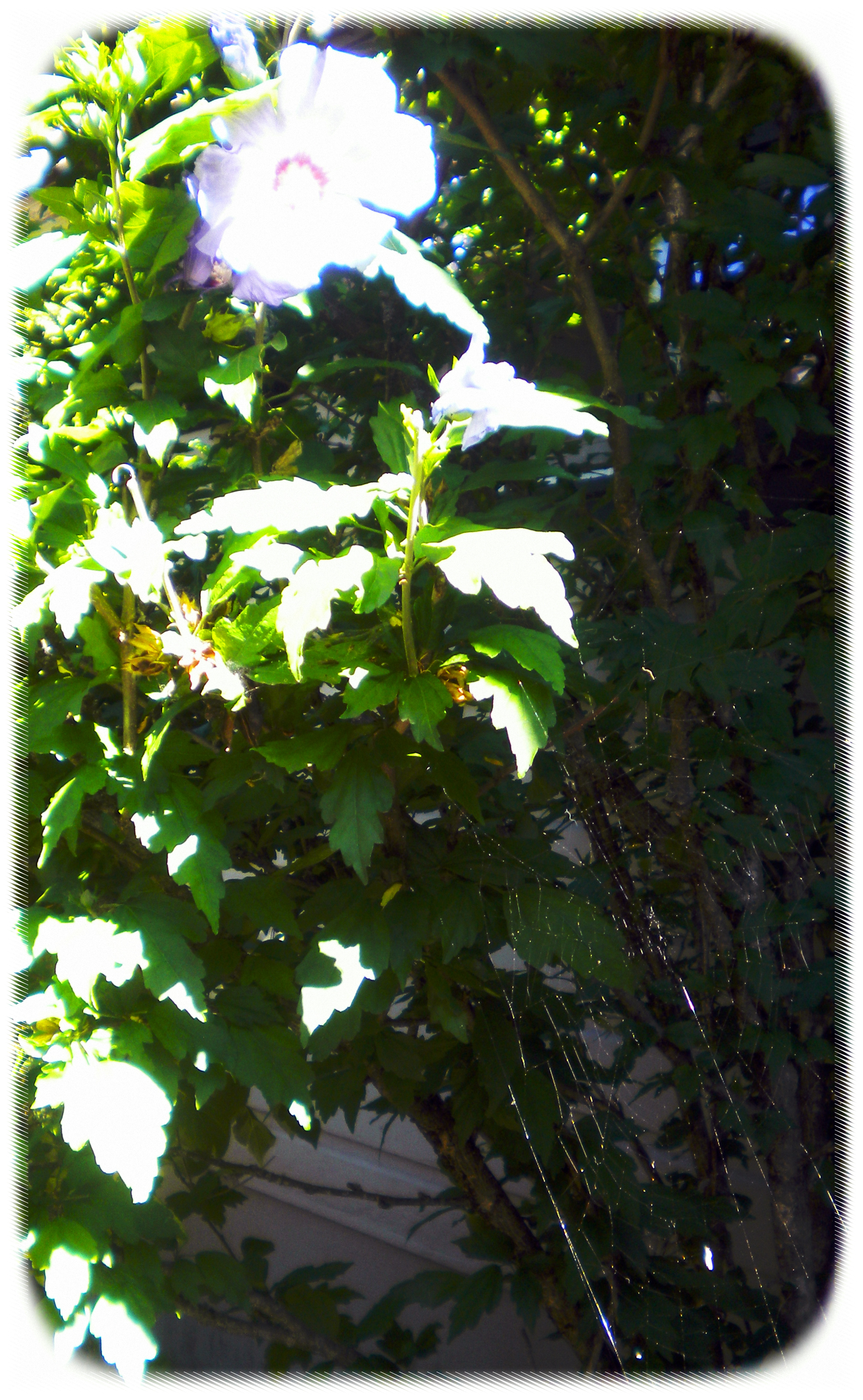
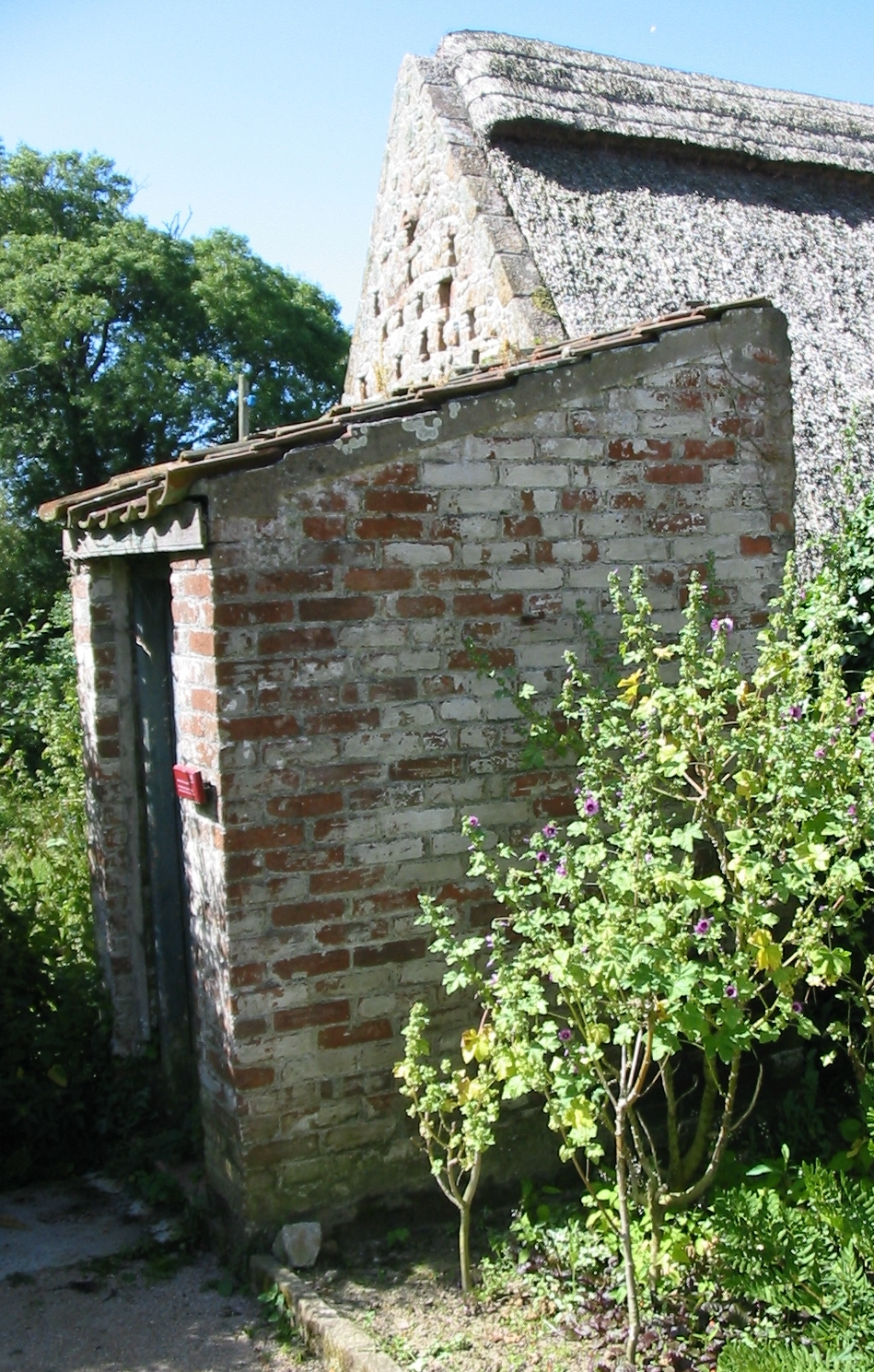
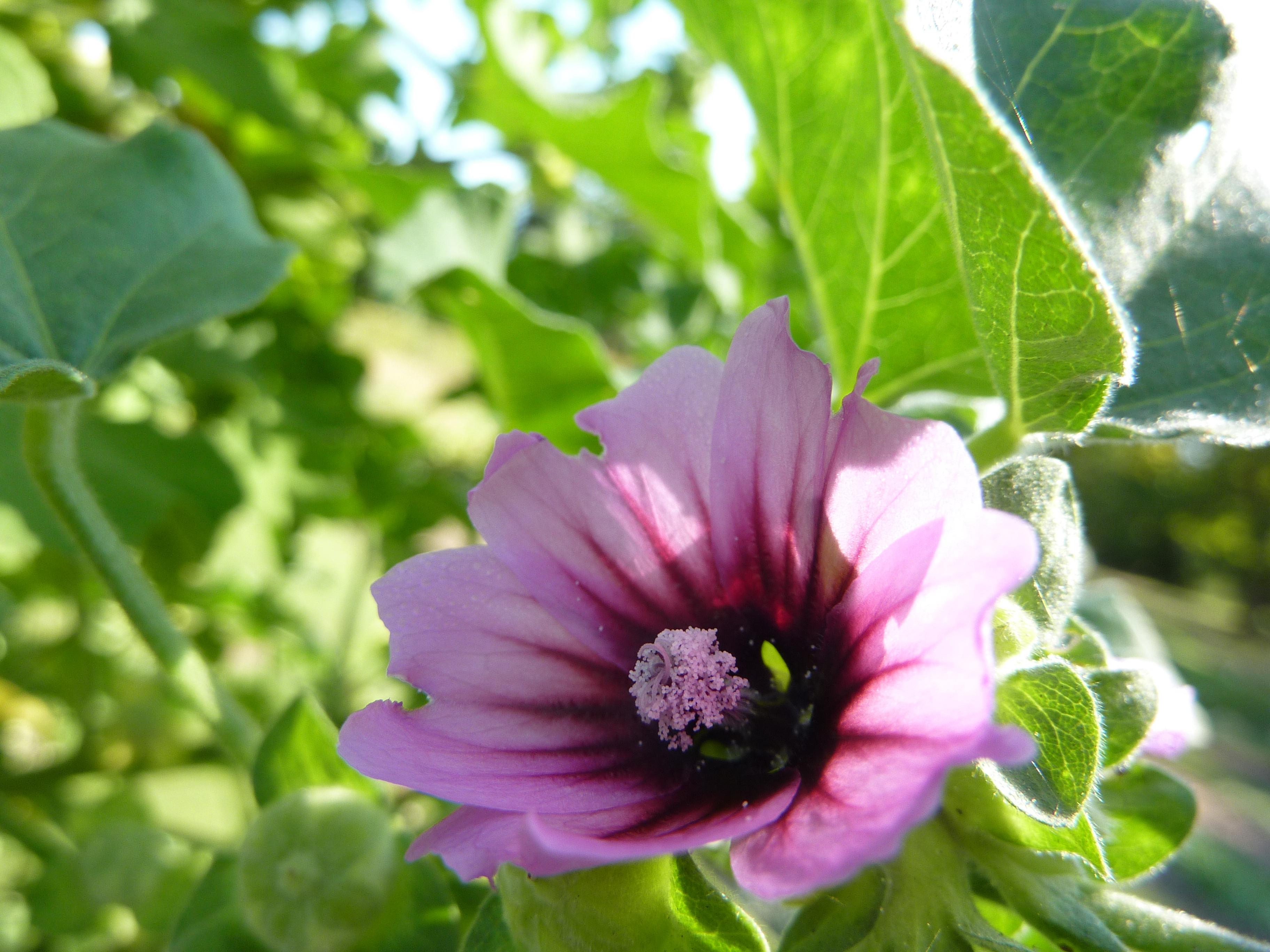
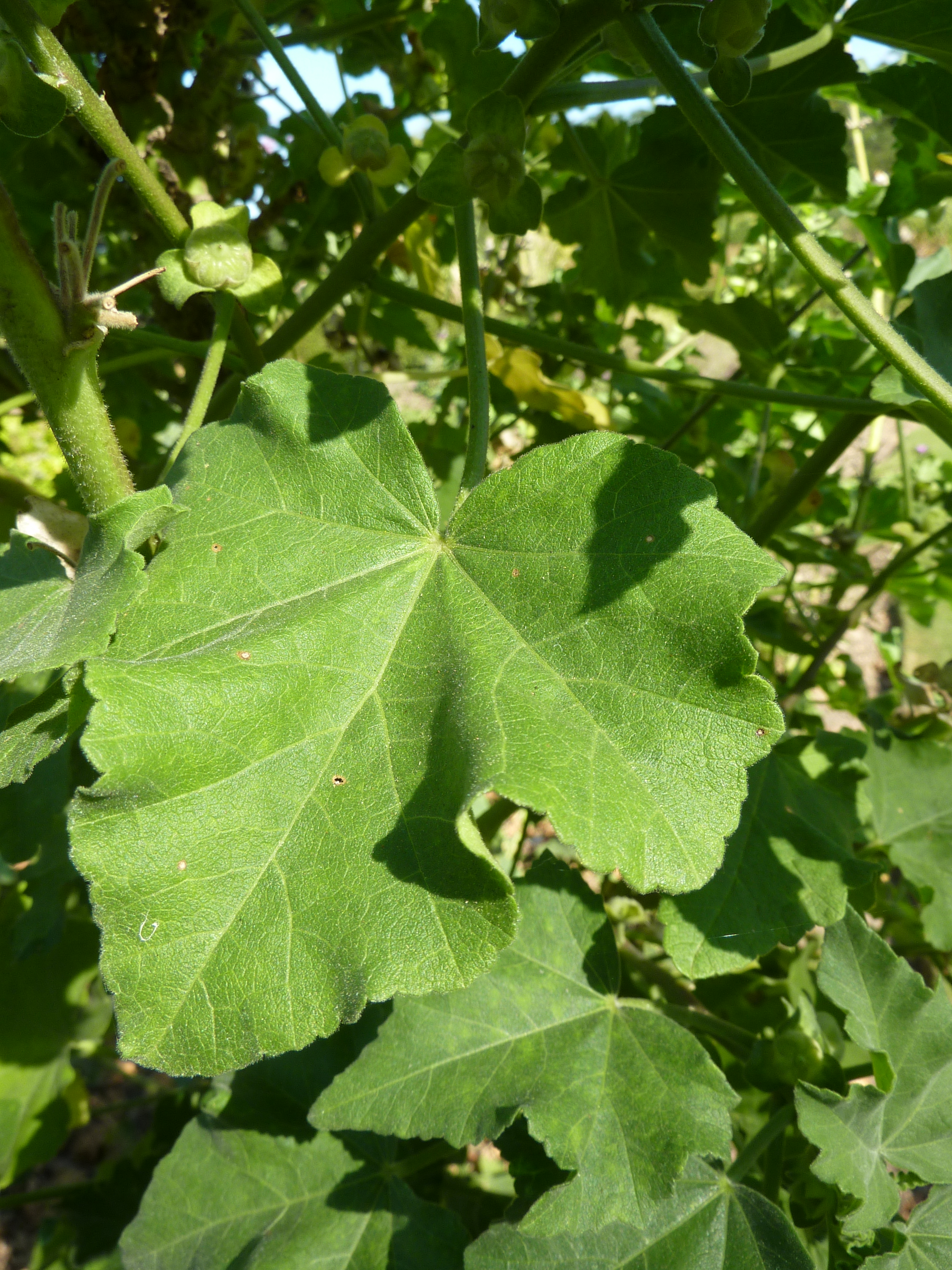
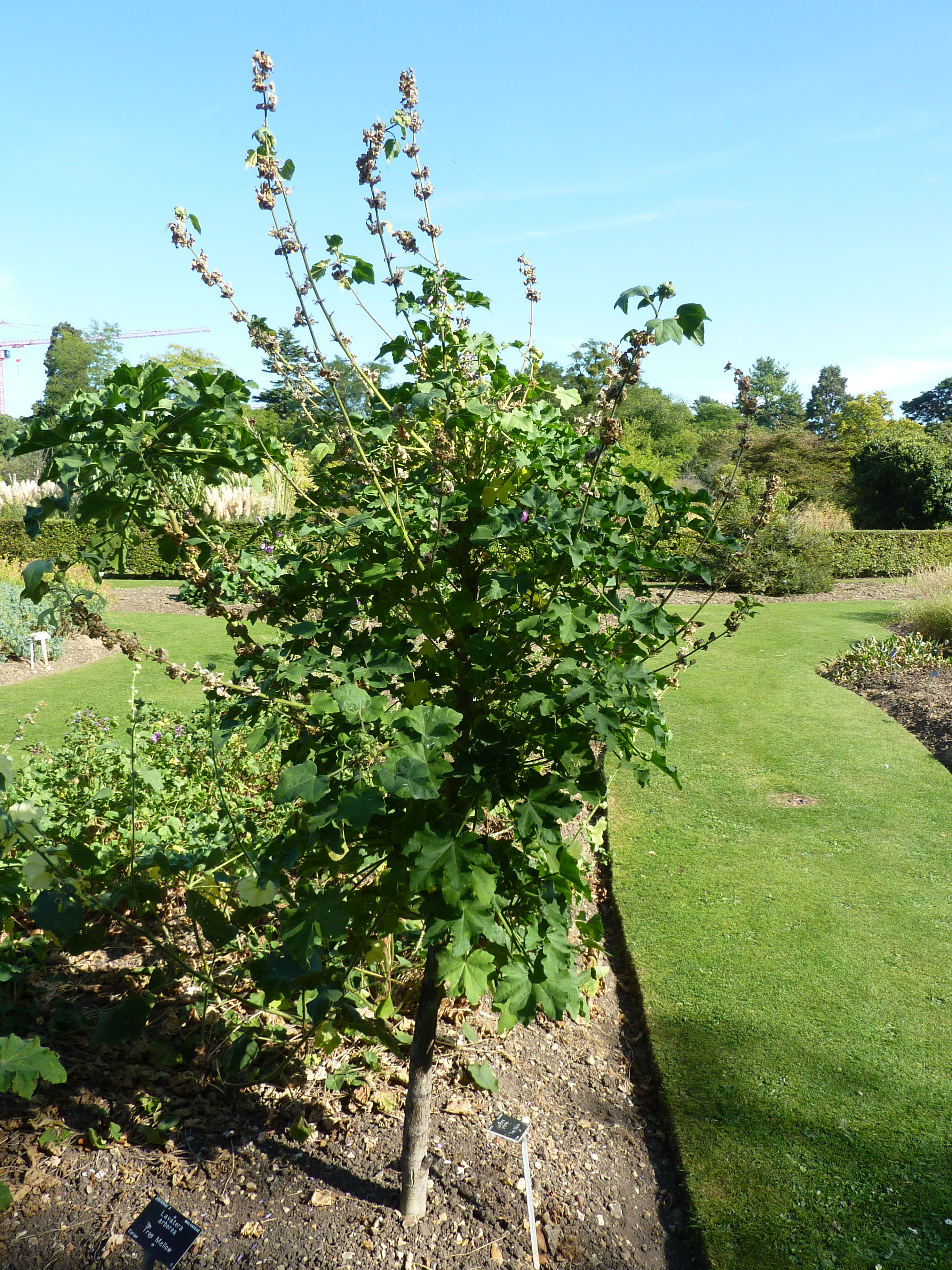
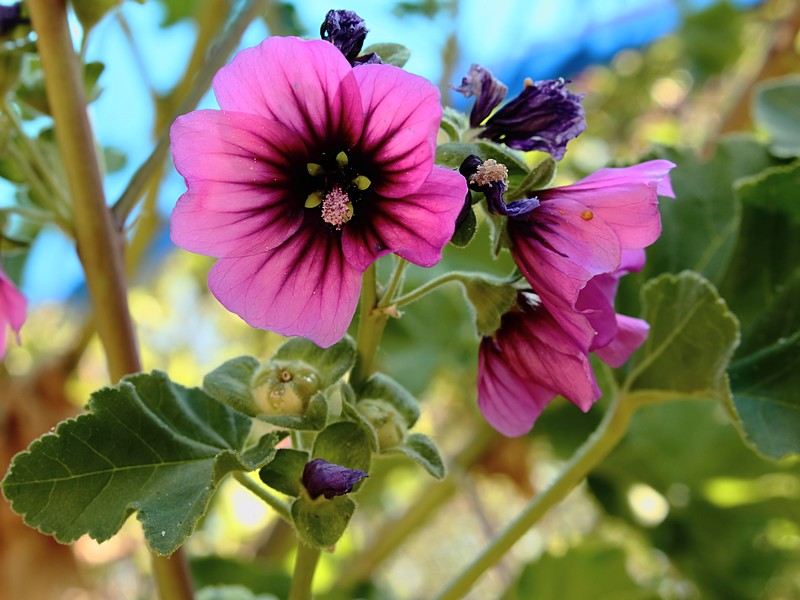